# بوسايدون (قصة قصيرة)
بوسايدون (الاسم الأصلي:Poseidon) قصة قصيرة من تأليف الكاتب التشيكي فرانز كافكا، كتبها بالألمانية في عام 1920. القصة تتمحور حول «بوسايدون» إله البحار والمحيطات في الميثولوجيا الإغريقية، والذي يقدم في القصة على أنه إله غاضب لا يعرف شيئاً عن المياه والمحيطات.
تبدأ القصة ببوسايدون يجلس على مكتبه ويؤدي الحسابات للمياه التي يجب عليه إدارتها، ويصرح بأنه يكره عمله ويفكر في الاعتماد على العمال ولكنه يقوم بالعمل بنفسه مضطراً. ينوح بوسايدون قائلاً بأن الناس دائماً ما يتصورونه يحرك البحار برمحه ولكنه بدلاً من ذلك يقبع في أعماق المحيطات يقوم بالحسابات غير المنتهية ولا يرى البحر إلا نادراً. ويبدو أنه خائف من أنه ربما سيضطر إلى الانتظار حتى نهاية العالم من أجل لحظة هائدة وجولة حول البحر.

## وصلات خارجية
- بوسايدون، على كتب جوجل.
- بوسايدون، على الفهرس العالمي.
- بوسايدون، على جود ريدز.